# Patricia Bertapelle

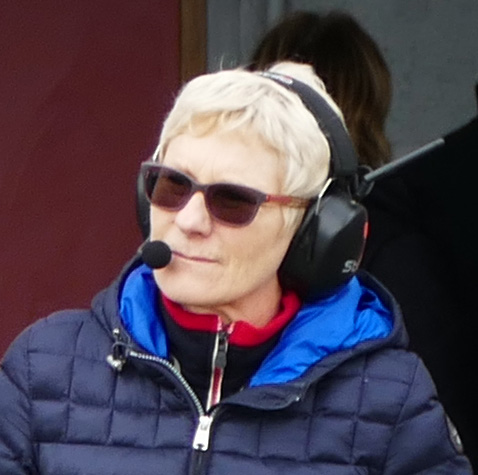

Patricia Bertapelle, née le 12 août 1963, alsacienne, est une pilote automobile française de rallye, sur circuit, et de course de côte.
En 1984, elle est devenue lauréate du Trophéminin Visa pour Nancy. Elle a été championne de France des rallyes en 1985 (9e au classement général), championne d'Europe des rallyes en 1986 sur Peugeot 205 Turbo 16 (vice-championne de France la même année, et 4e du rallye du Mont-Blanc), et 10e du championnat de France en 1987. Elle a également remporté des victoires en GT FFSA, et en courses de côte régionales (Bourbach (record d'ascension), Turckheim (également),..).
À l'arrêt des compétitions en 2005, elle devient Team Manager (écurie Tork Engineering) d’Alain Prost et Olivier Panis pour le Trophée Andros (dont elle a remporté le Trophée féminin à 4 reprises (record), en 1994 (sur Citroën AX, 1re édition), 1999 (sur Rover Metro), 2000 (sur Renault Clio), et en 2001 (sur Opel Tigra)).